# Nicolás Guagnini
Nicolás Guagnini (Buenos Aires, 1966) es un pintor, escultor, artista plástico, cineasta, escritor y docente argentino radicado en Nueva York. 

## Biografía
Nace en la Ciudad de Buenos Aires, Argentina, en 1966. En diciembre de 1977, cuando tenía once años, la dictadura secuestra a su padre, el periodista Luis Rodolfo Guagnini, a quien nunca volvería a ver.
Entre 1979 y 1986, comienza sus estudios de dibujo con Aída Carballo y Aurelio Macchi. Entre 1986 y 1988 estudia con Roberto Aizenberg, con quien cultiva una estrecha amistad.

## Trayectoria
En 1990 realiza una exposición de pinturas en la galería Vermeer junto a Nessy Cohen y Roberto Pazos.
Entre 1988 y 1989 realiza un viaje a Perú y Bolivia con el fin de investigar el arte textil precolombino.
En 1991 recibe la beca “Ciudad de México”.
En 1993 expone en una muestra colectiva, "La visión suspendida", organizada por Aizenberg en el Casal de Catalunya, en la que también participarían sus discípulos, Cohen, Pazos, Mazzuchelli y Soibelman, también se expondrían trabajos del artista plástico Batlle Planas.
En 1994 la Embajada de Francia le otorga el Premio Braque.
En 1997 emigra a Nueva York. Recién radicado funda una compañía de cine experimental "Union Gaucha Productions" junto a Karin Schneider, con quien luego se casaría. Realizan los filmes: “Membro fantasma” (1997-98), “The End” (1998) y “La vida de Infra-Tunga” (1999).
En 1999 recibe la Beca de la Fundación Pollock-Krasner.
En 2004 escribe la nota “La sombra implacable de la involución”, para la revista Ramona.
También escribió artículos para las revistas Artforum, Art Nexus y Mousse Magazine.
En mayo del 2005 funda la galería cooperativa Orchard en el Lower East Side de Nueva York. En colaboración con otros artistas, curadores e historiadores del arte.
En 2007 publica el libro “KACERO” en colaboración con Rafael Cippolini y Fabio Kacero.
En 2009, se instala su escultura “30.000” en el Parque de la Memoria, Ciudad de Buenos Aires, este trabajo fue comenzado diez años antes. Consiste en un cubo formado por 25 columnas rectangulares de metal, ubicadas frente al río, en las que se dibuja el rostro de su padre; la imagen aparece y desaparece según el espectador va cambiando su ubicación.
En 2010 presenta videos y fotografías en la Galería Ruth Benzacar donde además realiza un taller para los becarios del Centro de Investigaciones Artísticas.
En 2012 publica el libro “Leigh Ledare Et Al” en colaboración con Elena Filipovic y David Joselit.
En 2013 expone en la Galería Marta Cervera de Madrid. Presenta la muestra 'Para los hijos de la revolución fallida', donde se exponen cuatro obras casi idénticas, en las que predomina el blanco, en cada una de ellas se repite el eslogan 'Ne travaillez jamais', escrito en una esquina de la Ciudad de París a principios de la década de 1950.
En 2018 dicta la conferencia "Genealogías electivas y autoficción" en la Universidad Torcuato Di Tella.

## Exposiciones
- Galería Vermeer, Buenos Aires (muestra colectiva) (1990)

- Casal de Catalunya, Buenos Aires (muestra colectiva) (1993)

- Centro Cultural Rojas, Buenos Aires (muestra colectiva) (1994)

- Galería Luisa Strina, junto a Karin Schneider, San Pablo (1998)

- Galería Ruth Benzacar, Buenos Aires (2002)

- Instituto de Arte Contemporáneo de Filadelfia (2004)

- Museo de Arte y Diseño Contemporáneo de San José, Costa Rica (2004)

- Museo de Arte Moderno de Buenos Aires (2005)

- Participó de la exhibición colectiva que el America’s Society de Nueva York presentó sobre los 40 años de las vanguardias visuales de América (2005)

- Galería Elizabeth Dee en Nueva York (2006)

- Centro Cultural Recoleta, Buenos Aires, con la exposición colectiva “Desaparecidos” (2006)

- Sculpture Center de Long Island (2006)

- Centre Cultural Suisse de Paris (2007)

- El Museo del Barrio, Nueva York, con la exposición “Los desaparecidos” (2007)

- Galería Ruth Benzacar, Buenos Aires (2010)

- Galería Micheline Szwajcer, Amberes (2012)

- Galería Marta Cervera, Madrid (2013)

- Galería Bortolami, Nueva York (2014-2015)

- ANOTHER SPACE, Nueva York (2016)

- Universidad Torcuato Di Tella, Buenos Aires (2018)